# Свечников, Эрик Николаевич
Э́рик Никола́евич Све́чников (15 мая 1926, Астрахань — 19 мая 1988, Новосибирск) — советский хозяйственный и политический деятель, директор Новосибирского завода химконцентратов (1975—1988), заслуженный изобретатель РСФСР (1975), лауреат Государственной премии СССР (1979).

## Биография
Родился 15 мая 1926 году в Астрахани. Из семьи служащих.
В 1948 году окончил Северо-Кавказский горно-металлургический институт в Орджоникидзе (Северо-Осетинская АССР), после чего работал на Чепецком механическом заводе (Глазов, Удмуртская АССР): инженер, начальник отделения, заместитель начальника, начальник цеха, заместитель главного инженера; на Новосибирском заводе химических концентратов занимал должности главного инженера, заместителя начальника, начальника цеха, заместителя главного инженера — начальника производственно-технического отдела, а с 1975 по 1988 год был директором этого предприятия.

Могила Свечникова на Заельцовском кладбище Новосибирска

Под его руководством был организован цех по изготовлению тепловыделяющих элементов и сборок для энергетических реакторов нового поколения. При нём началась постройка 5-го микрорайона. Был автором 36 изобретений.
Депутат Новосибирского областного и городского Советов.
Умер 19 мая 1988 года в Новосибирске. Похоронен на Заельцовском кладбище (квартал 37).

## Награды
Ордена Ленина (1966), Трудового Красного Знамени (1971), Октябрьской Революции (1986) и т. д.
В 1979 году получил Государственную премию СССР за организацию автоматизированного выпуска тепловыделяюших элементов и сборок для АЭС нового поколения.

## Память
Именем Свечникова была названа одна из улиц микрорайона Родники в Калининском районе Новосибирска.